# Salmo lumi
Salmo lumi là một loài cá trong họ Salmonidae. Nó là loài đặc hữu của hồ Ohrid tại Macedonia và Albania ở khu vực Balkan.
Salmo lumi là một trong bốn dạng khác biệt của phức hợp cá hồi Ohrid đặc hữu của chỉ riêng hồ này, cùng với Salmo letnica, Salmo aphelios và Salmo balcanicus. Các dạng khác nhau này, được người ta cho là các loài khác biệt, được phân biệt bằng thời gian và tập tính sinh sản của chúng, trong đó trên thực tế chúng là cô lập với nhau về mặt sinh sản. Tuy nhiên vẫn chưa có sự hỗ trợ cho địa vị loài khác biệt của chúng từ các dữ liệu phân tử Salmo lumi đẻ trứng từ tháng 12 tới tháng 2 năm sau tại các sông nhánh cấp nước cho hồ này và tại các cửa sông nhánh đó, tại khu vực phía bắc và phía tây hồ này. Trong lòng hồ thì Salmo lumi sống ở độ sâu 60–80 m.
Về tổng thể thì các loại cá hồi Ohrid có màu trắng bạc với các đốm đen. Các đốm đỏ chạy dọc theo đường bên. Salmo lumi có thể dài tới 38 cm.